# Giovanni Maria Visconti
Juan María Visconti (en italiano Giovanni Maria Visconti) ( 1388-16 de mayo de 1412) II Duque de Milán, hijo de Gian Galeazzo Visconti y de Catalina Visconti, y hermano de Filippo Maria Visconti, que le sucedió en el título.
Giovanni asumió el título con apenas 13 años, bajo la regencia de su madre, disgregándose en poco tiempo el ducado entre varias facciones, entre las cuales sobresalía la dirigida por Facino Cane. Los seguidores de este último consiguieron hacer nacer en Giovanni la desconfianza para con su propia madre, ordenando el duque su encarcelamiento en el castillo de Monza en 1404, donde moriría poco después, probablemente envenenada. En 1408 se casó con Antonia Malatesta, hija de Carlos I, señor de Rímini, no teniendo descendencia de esta unión. Aprovechando la enfermedad de Facino Cane, que se encontraba en Pavía, un grupo de nobles conspiradores asesinaron a Giovanni Maria frente a las puertas de la iglesia de San Gotardo. Ese mismo día, un agonizante Facino hizo jurar a sus seguidores que apoyarían y alentarían la ascendencia al ducado de Filippo Maria. Al parecer, él mismo sugirió que su esposa Beatrice, se casara con el nuevo duque una vez él faltara, como de hecho así sucedió.

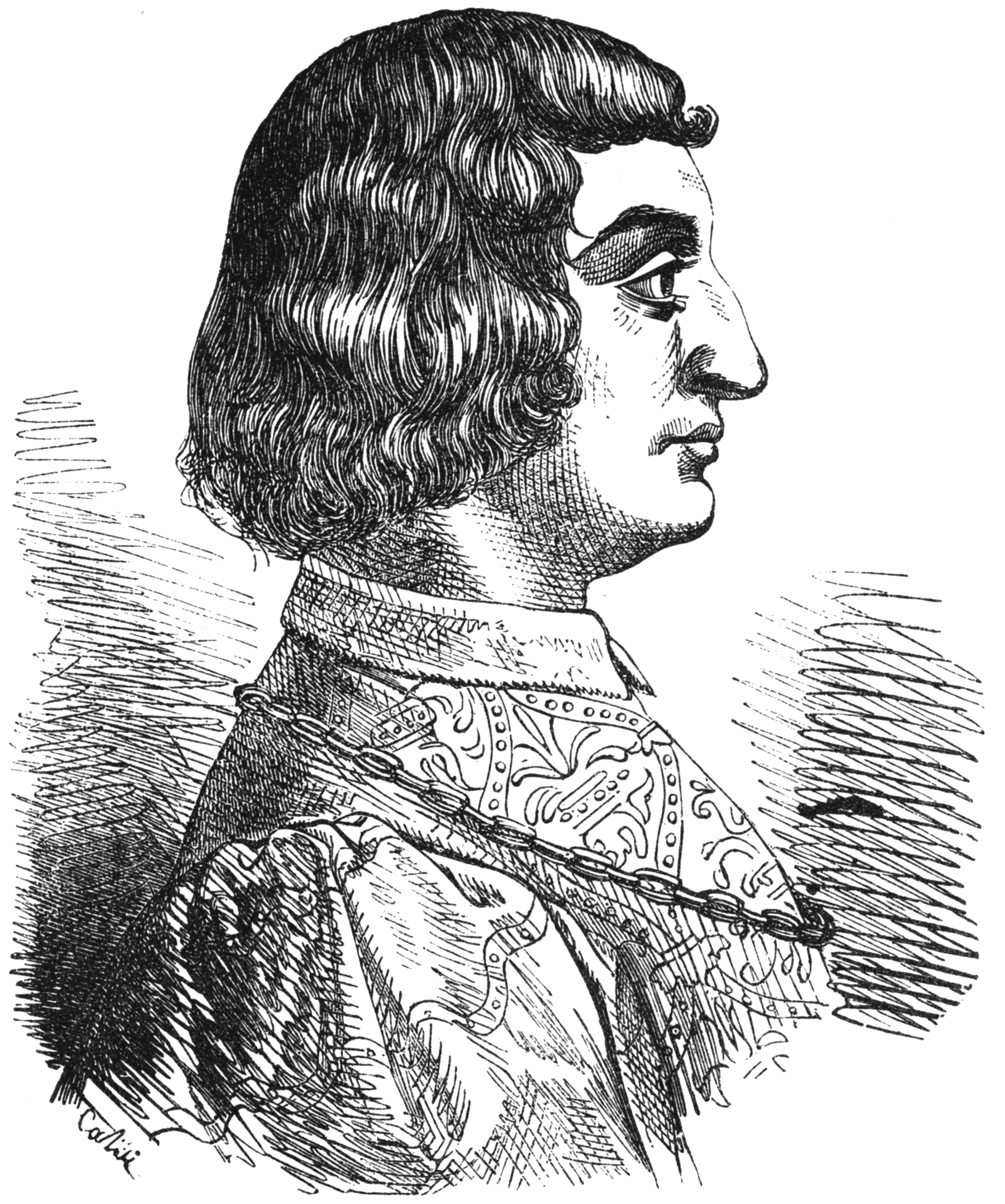
Juan María Visconti.

Giovanni Maria fue famoso por su crueldad. Se cuenta que sentía adoración por los perros, y que él en persona se había encargado de adiestrar a un grupo de mastines para que despedazaran vivos a seres humanos. En mayo de 1409 hizo cargar a sus mercenarios contra el pueblo hambriento que pedía el cese de la guerra, matando a más de doscientas personas. Para evitar cualquier tipo de crítica mandó prohibir, bajo pena de horca, pronunciar las palabras "paz" y "guerra", obligando a los eclesiásticos de la época a cambiar la invocación «dona nobis pacem» por la fórmula «tranquilitatem».
Durante su gobierno comenzó la decadencia de los Visconti, perdiéndose para el ducado las posesiones que tenía en el Véneto.

## Sucesión
| Predecesor: Gian Galeazzo Visconti | Duque de Milán 1402-1412 | Sucesor: Filippo María Visconti |